# Tensor-Vektor-Skalar-Gravitationstheorie
Die Tensor-Vektor-Skalar-Gravitationstheorie (kurz TeVeS) ist eine Theorie der Gravitation, die sich als Alternative zur allgemeinen Relativitätstheorie zur Beschreibung der Vorgänge in der Kosmologie präsentiert.

## Motivation
Kosmologische Beobachtungen haben unter Annahme der Gültigkeit der allgemeinen Relativitätstheorie zur Postulierung der Existenz von dunkler Energie und dunkler Materie geführt. Die TeVeS versucht diese Beobachtungen ohne diese beiden Phänomene zu erklären. Die 2004 erstmals von Jacob Bekenstein formulierte Theorie ging aus der Modifizierten Newtonschen Dynamik (MOND) hervor und wurde an die Erkenntnisse der speziellen Relativitätstheorie Einsteins angepasst.
Der Hauptunterschied zur allgemeinen Relativitätstheorie liegt darin, wie die Gravitationsstärke in Abhängigkeit von der Entfernung zur Masse formuliert wird. Diese wird bei der TeVeS mittels eines Skalars, eines Tensors und eines Vektors definiert, während die allgemeine Relativitätstheorie die Raumgeometrie mittels eines einzigen Tensors darstellt.

## Grundlagen
Die TeVeS-Theorie verwendet eine modifizierte Metrik der Form
{\displaystyle {\tilde {g}}_{\mu \nu }=e^{-2\phi }\left(g_{\mu \nu }+v_{\mu }v_{\nu }\right)-e^{2\phi }v_{\mu }v_{\nu }}
wobei {\displaystyle g_{\mu \nu }} der Metrik der allgemeinen Relativitätstheorie entspricht, {\displaystyle v^{\mu }} ein Vektorfeld ist, das die Bedingung {\displaystyle g_{\mu \nu }v^{\mu }v^{\nu }=-1} erfüllt, also zeitartig ist und {\displaystyle \phi } ein Skalar ist.
Die Dynamik der Metrik wird wie in der allgemeinen Relativitätstheorie durch die Einstein-Hilbert-Wirkung vorgegeben, während in die Wirkung für die Materie {\displaystyle S_{m}} die modifizierte Metrik eingesetzt wird.
Für das Vektorfeld wird eine Wirkung der Form
{\displaystyle S_{v}=-{\frac {K}{32\pi G}}\int \left(g^{\mu \nu }g^{\alpha \beta }v_{[\mu ,\alpha ]}v_{[\nu ,\beta ]}-2{\frac {\lambda }{K}}\left(g^{\mu \nu }v_{\mu }v_{\nu }+1\right)\right)|\det {g}|^{\frac {1}{2}}d^{4}x}
angenommen. Dabei ist {\displaystyle K} eine Kopplungskonstante und {\displaystyle \lambda } ein Lagrange-Multiplikator, der die Bedingung, dass {\displaystyle v^{\mu }} zeitartig ist, sicherstellt.
Diese Wirkung führt zu einem Satz von Gleichungen, die zusätzlich zur Einsteingleichung die Gravitation bestimmen.
{\displaystyle Kv_{;\nu }^{[\mu ;\nu ]}+\lambda v^{\mu }+8\pi G\sigma ^{2}v^{\nu }\phi _{,\nu }g^{\mu \lambda }\phi _{,\lambda }=8\pi G\left(1-e^{-4\phi }\right)g^{\mu \nu }v^{\lambda }{\tilde {T}}_{\nu \lambda }}
wobei {\displaystyle {\tilde {T}}_{\mu \nu }=-2|\det {g}|^{-{\frac {1}{2}}}{\tfrac {\delta S_{m}}{\delta {\tilde {g}}^{\mu \nu }}}} der modifizierte Energie-Impuls-Tensor ist und {\displaystyle \sigma } ein Hilfsfeld, das in der Wirkung des Skalarfeldes zur Anwendung kommt.